# وایربورگ آن در این
شهر وایربورگ آن در این (به آلمانی: Wasserburg am Inn) در ایالت بایرن در کشور آلمان واقع شده‌است.